# Dedinghausen
Dedinghausen ist ein Stadtteil von Lippstadt mit 1835 Einwohnern. Das um 1036 gegründete Dorf liegt am östlichen Rand des Stadtgebietes.

## Lage
Das ländlich geprägte Dedinghausen liegt etwa 4 km östlich von Lippstadt nahe der Stadtgrenze zur Nachbarstadt Geseke. Der Ort grenzt im Westen an Rixbeck und im Norden an Esbeck und im Nordosten an Hörste mit dem Ortsteil Öchtringhausen. Im Süden grenzt der Ort Bökenförde an und im Südosten liegen die Geseker Ortsteile Ehringhausen und Ermsinghausen.

## Geschichte
Dedinghausen wurde um 1036 gegründet und gehört damit zu den ältesten Dörfern im Umkreis der Stadt Lippstadt. Der genaue Zeitpunkt ist unbekannt; durch die 950-Jahr-Feier im Jahr 1986 legte die Ortsverwaltung einen Gründungszeitpunkt fest. Die erste urkundlich gesicherte Erwähnung des Ortsnamens erfolgte in einer Papsturkunde aus dem Jahr 1183, der Name bedeutet „Häuser der Leute des Thedi bzw. Thedo“. Bei Dedinghausen grenzten historisch die Bistümer Paderborn und Köln aneinander und es kam regelmäßig zu Grenzstreitigkeiten. Ein Grenzstein am Lämmerbach sowie der Straßenname „Kölner Grenzweg“ bezeugen diese alte Grenzziehung.
Bis zur kommunalen Neuordnung der westfälischen Landkreise gehörte Dedinghausen zum Amt Störmede, seit dem 1. Januar 1975 ist es ein Stadtteil der Stadt Lippstadt im Kreis Soest.

## Wappen
Die Familie von Dedinghausen, die im 13. und 14. Jahrhundert nachweisbar ist, führte als Wappen die liegende Wolfsangel. Blau und silber sind die Farben der Grafen von Arnsberg, die in Dedinghausen mehrere Güter besaßen.

## Infrastruktur

### Schulen und Kindergarten

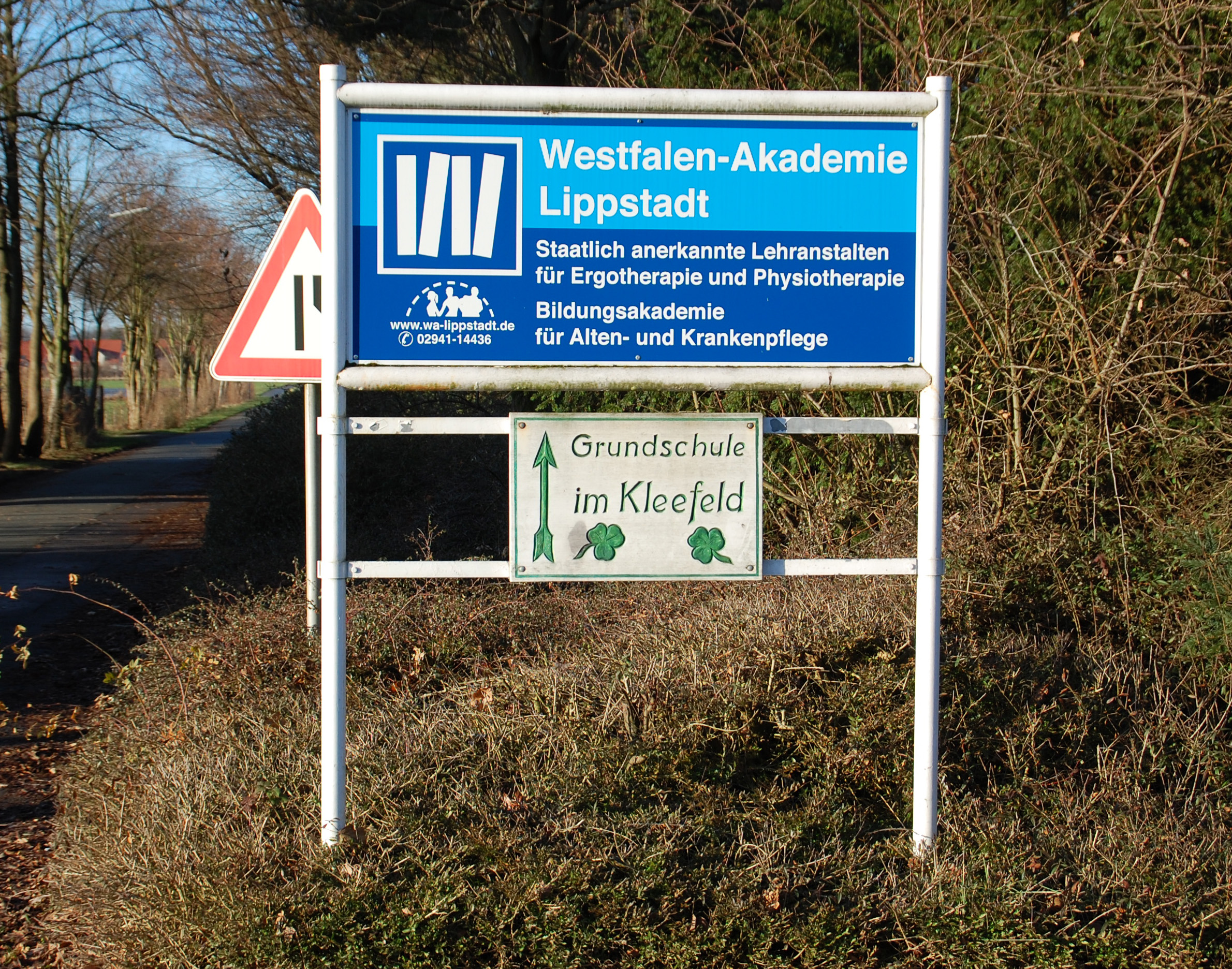
Hinweisschild zur Westfalen-Akademie und zur Grundschule im Kleefeld.

Bereits seit 1825 gab es eine Schule in Dedinghausen, sie befand sich als Fachwerkhaus auf dem Gelände des heutigen Gasthauses Kehl „Am Birkhof“. 1901/02 wurde ein neues Schulgebäude im Bereich „Am Bleichgraben“ / „Höchte“ gebaut, das 1956/57 um weitere Gebäude ergänzt wurde. Die Volksschule wurde nach dem Neubau des heutigen Schulkomplexes am „Kleefeld“ aufgegeben und zu einem Wohnhaus und zum Bürgertreff am Schützenplatz umgebaut.
Der neue Schulkomplex bestand aus einer Grundschule, einer Hauptschule sowie einer Sport- und einer Lehrschwimmhalle. Nach ihrer Schließung wurde die Hauptschule zur Westfälischen Wirtschaftsakademie für Physiotherapie und Ergotechnik umgebaut. Die Grundschule und die Berufsakademie bilden gemeinsam einen Gebäudekomplex, an den auch die Sportanlagen der Tennis-Sektion des Sportvereins SV Blau-Weiß Dedinghausen angebunden sind. Schüler höherer Klassenstufen verteilen sich auf die Haupt- und Realschulen sowie Gymnasien in Geseke und Lippstadt, die Realschule in Lipperode sowie das Gymnasium Marienschule in Lipperbruch. Die Schulen werden über die Bahn und mit Schulbussen erreicht.
Neben den Schulen besitzt der Ort einen Kindergarten an der Ecke „Am Birkhof“ / „Kölner Grenzweg“.

### Kirche

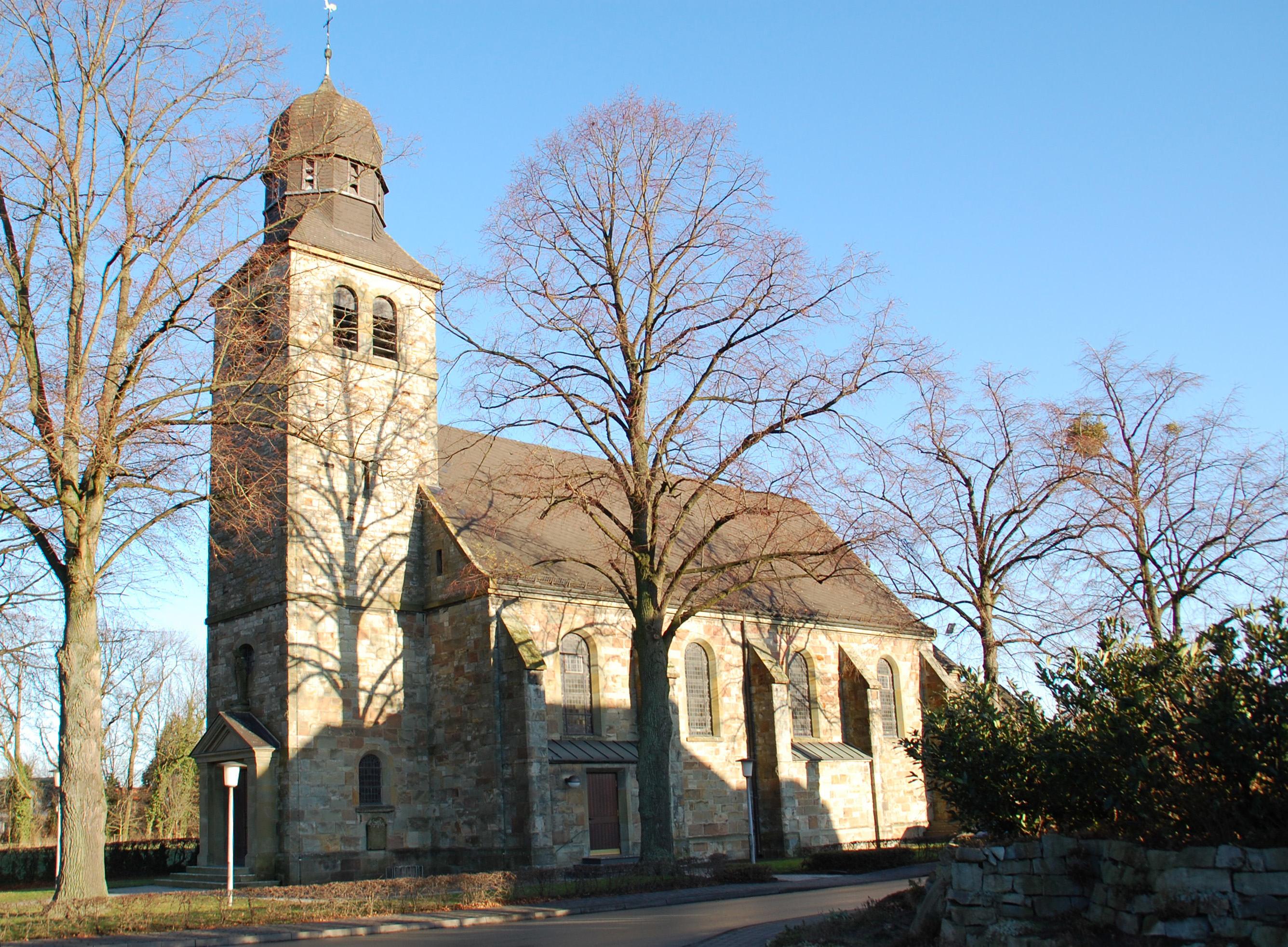
Dorfkirche Dedinghausen St. Johannes der Täufer

Die katholische Gemeinde von Dedinghausen ist eine Filialgemeinde von Esbeck und bildet gemeinsam mit Esbeck, Hörste, Rixbeck und Bökenförde einen Pfarrverbund.
Den religiösen Mittelpunkt des katholischen geprägten Ortes stellt die Dorfkirche St. Johannes der Täufer dar, die sich nahe dem westlichen Ortseingang befindet. 1701 wurde die Vorgängerkirche, eine kleine Fachwerkkapelle, gebaut, die 1884 wegen Baufälligkeit wieder abgerissen wurde. Die Planungen für die heutige Kirche St. Johannes der Täufer begannen 1924 und am 13. April 1925 wurde der Grundstein für den Bau gelegt. Am 29. September 1926 wurde die Kirche von Pfarrer Johannes Pieper eingeweiht. Eine Renovierung erfolgte 1992 bis 1993, und nach einem Brand im Beichtstuhl am 13. März 1998 wurde der Innenraum erneut renoviert. Der Stil der Kirche ist dem Historismus zuzuordnen, da sie im 20. Jahrhundert im Wesentlichen im romanischen Stil erbaut wurde.
Eine evangelische Kirche existiert nicht, der evangelische Anteil der Bevölkerung gehört der Lukas-Gemeinde in Hörste an.

### Verkehr
Seit 1912 existiert in Dedinghausen ein Bahnhof. Der heutige Haltepunkt Dedinghausen an der Bahnstrecke Hamm–Warburg wird im Halbstundentakt von der Regionalbahn RB 89 Ems-Börde-Bahn (Münster – Paderborn – Warburg) bedient.
| Linie | Verlauf | Takt                                                                                        |
| ----- | --- | ------------------------------------------------------------------------------------------- |
| RB 89 | Ems-Börde-Bahn: Münster (Westf) Hbf – Münster-Hiltrup – Rinkerode – Drensteinfurt – Mersch (Westf) – Hamm-Bockum-Hövel – Hamm (Westf) Hbf – Welver – Borgeln – Soest – Bad Sassendorf – Lippstadt – Dedinghausen – Ehringhausen – Geseke – Salzkotten – Scharmede – Paderborn Hbf (– Altenbeken – Willebadessen – Warburg (Westf)) Stand: Fahrplanwechsel Dezember 2023 | 30 min 60 min (Münster–Hamm an Wochenenden/Feiertagen) eine Fahrt Sa/So (Paderborn–Warburg) |

Daneben gibt es eine Buslinie, die Lippstadt und Geseke verbindet sowie ein Anrufsammeltaxi, das am Wochenende abends eingesetzt wird.

## Politik

### Wahlergebnisse
| Ergebnis der Kommunalwahl 2009 zum Rat der Stadt Lippstadt | Ergebnis der Kommunalwahl 2009 zum Rat der Stadt Lippstadt | Ergebnis der Kommunalwahl 2009 zum Rat der Stadt Lippstadt |
| Partei                                                     | 8. Ratswahl 2009                                           | 7. Ratswahl 2004                                           |
| ---------------------------------------------------------- | ---------------------------------------------------------- | ---------------------------------------------------------- |
| CDU                                                        | 49,09 %                                                    | 56,24 %                                                    |
| SPD                                                        | 16,74 %                                                    | 24,86 %                                                    |
| FDP                                                        | 10,13 %                                                    | 06,52 %                                                    |
| GRÜNE                                                      | 10,27 %                                                    | 06,85 %                                                    |
| Die Linke                                                  | 03,09 %                                                    | –                                                          |
| BG                                                         | 10,69 %                                                    | 05,52 %                                                    |

## Wirtschaft

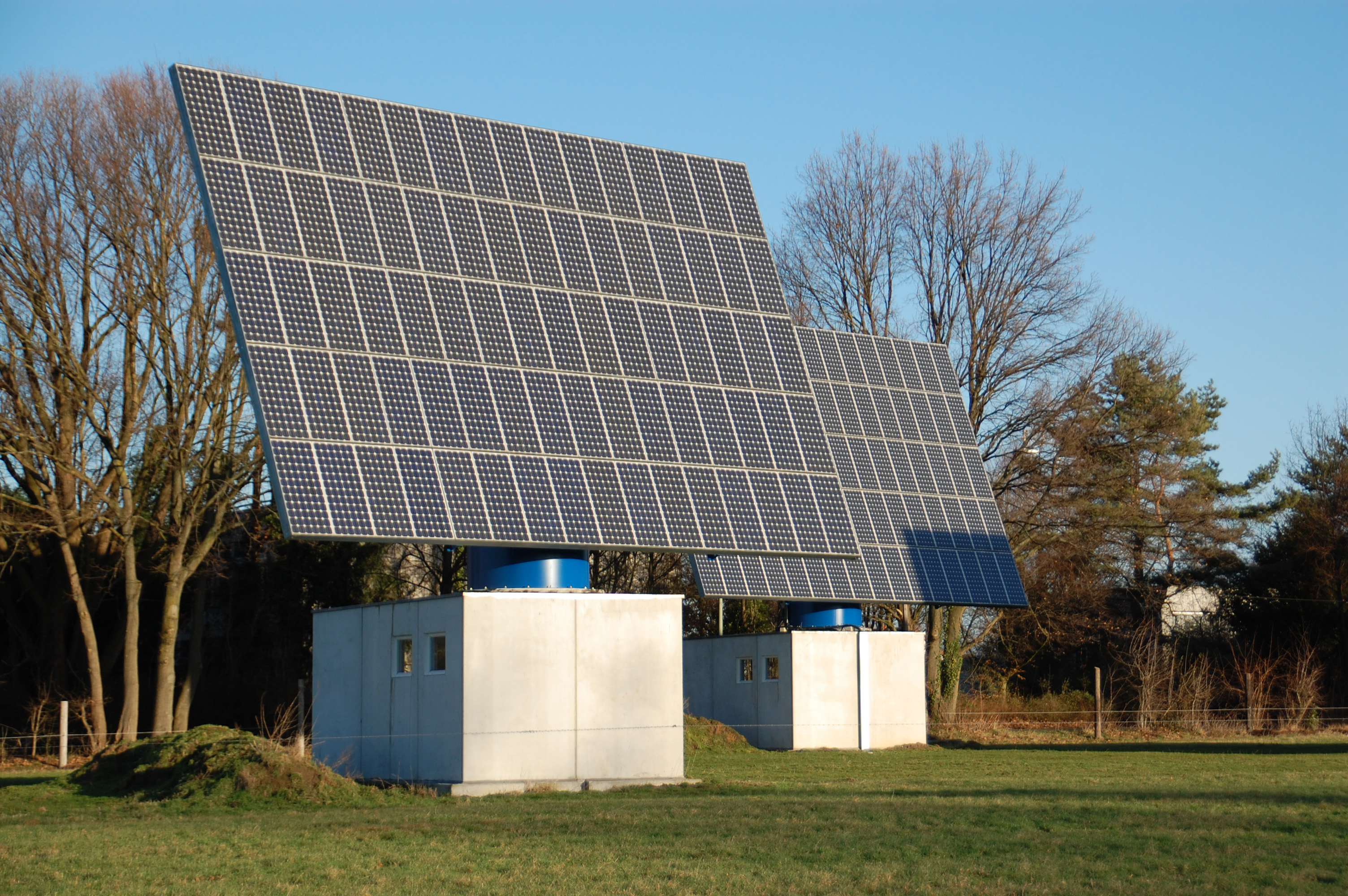
Photovoltaikanlage in Dedinghausen.

Dedinghausen ist durch mehrere aktiv bewirtschaftete Bauernhöfe vor allem in Ortsrandlage landwirtschaftlich geprägt, die bewirtschafteten Felder befinden sich im Umland. Industrieansiedlungen sind am Ort nicht vorhanden, einzelne Dienstleistungsgewerbe (Anwälte, Architekten) besitzen Büros in den Wohnsiedlungen. Zudem existieren ein Friseursalon, ein Floristikgeschäft sowie eine Bäckereifiliale. Die örtliche Gastronomie besteht aus drei Gaststätten sowie einer Pizzeria. Eine langjährig betriebene Gärtnerei und eine Filiale der Schlecker-Kette haben in den letzten Jahren geschlossen.
Im Bereich des Schulkomplexes befindet sich seit 2008 eine Freiflächen-Photovoltaikanlage, zudem sind zahlreiche private und öffentliche Gebäude mit Solaranlagen ausgestattet.

## Vereinsleben und Stadtteilzeitung
Dedinghausen zeichnet sich durch eine für dörfliche Strukturen typische und vielfältige Vereinsstruktur aus, wobei insbesondere die Sportvereine SV Blau-Weiß Dedinghausen mit den Abteilungen Fußball, Tennis, Bogenschießen und Breitensport sowie der 1975 gegründete Tischtennisverein TTV-DJK Dedinghausen zu nennen sind.
Ebenfalls dorfprägend sind die Aktivitäten des Schützenvereins, des Karnevalsvereins sowie der Kolpingsfamilie Esbeck, der auch die Mitglieder in Dedinghausen angehören. Die 1934 gegründete Freiwillige Feuerwehr Dedinghausen feierte im Jahr 2009 ihr 75-jähriges Bestehen.
Mit der Stadtteilzeitung Dedinghausen aktuell besteht eine monatlich erscheinende Zeitung, die als älteste Dorfzeitung Deutschlands seit 1972 über Aktivitäten im Dorf informiert und insbesondere für die Vereine ein wichtiges Publikationsmedium darstellt.

## Belege
1. ↑  Lippstadt – Wohnbevölkerung in der Stadt. In: lippstadt.de. Abgerufen am 29. August 2021.
2. ↑  Dedinghausen  – Einwohnerzahl Juni 2021. Abgerufen am 29. August 2021.
3. 1 2 3 4 5  „Dedinghausen.“ In: Johanna Scheler, Dirk Ruholl (Hrsg.) Lippstadt im Spiegel der Zeit. Rasch & Röhling, Paderborn 2021; S. 177. ISBN 978-3-9814153-5-3.
4. ↑  Statistisches Bundesamt (Hrsg.): Historisches Gemeindeverzeichnis für die Bundesrepublik Deutschland. Namens-, Grenz- und Schlüsselnummernänderungen bei Gemeinden, Kreisen und Regierungsbezirken vom 27.5.1970 bis 31.12.1982. W. Kohlhammer, Stuttgart / Mainz 1983, ISBN 3-17-003263-1, S. 334 f. (Statistische Bibliothek des Bundes und der Länder [PDF; 41,1 MB]).
5. ↑  Beschreibung der Kirche beim Pastoralverband Esbeck (Memento des Originals vom 4. März 2016 im Internet Archive)  Info: Der Archivlink wurde automatisch eingesetzt und noch nicht geprüft. Bitte prüfe Original- und Archivlink gemäß Anleitung und entferne dann diesen Hinweis.
6. ↑  Ergebnisse zur Kommunalwahl 2009 (Seite nicht mehr abrufbar, festgestellt im April 2018. Suche in Webarchiven)  Info: Der Link wurde automatisch als defekt markiert. Bitte prüfe den Link gemäß Anleitung und entferne dann diesen Hinweis. (PDF; 52 kB)
7. ↑   Homepage des Sportvereins SV Blau-Weiß Dedinghausen (Memento vom 13. Dezember 2009 im Internet Archive)
8. ↑  Homepage des TTV-DJK Dedinghausen
9. ↑   Homepage der Kolpingsfamilie Esbeck (Memento vom 22. Februar 2010 im Internet Archive)
10. ↑  Homepage der Freiwilligen Feuerwehr Dedinghausen
11. ↑  www.dedinghausen.de, Website der Dorfzeitung Dedinghausen aktuell.